# 기타소마군

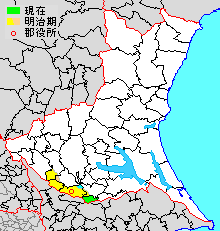
기타소마 군의 위치.

기타소마군(일본어: 北相馬郡, きたそうまぐん)은 일본 이바라키현에 위치해 있는 군이다.
인구 14,976명, 면적 24.9km², 인구밀도 601명/km².(2025년 3월 1일, 추계인구)
이하 1정으로 구성된다.
- 도네정(利根町)

## 군역
발족 당시의 군역은 현재 아래 구역에 해당한다.
- 도네정 전역
- 모리야시 전역
- 도리데시 거의 전역(쓰쿠바군에서 편입된 구가촌 지역을 제외)
- 조소시(일부)
- 쓰쿠바미라이시(일부)
- 류가사키시(일부)

## 역사
율령제가 기초를 둔 행정구획 중 시모사국 소마군이었고 메이지 정부에 의한 행정구분의 변경과 함께 1878년에 이바라키현 기타소마군과 지바현 미나미소마군으로 나뉜다. 미나미소마군은 그 후 히가시카쓰시카군에 병합되어 소멸되었다.
또한 후쿠시마현의 소마군은, 시모사국 소마군으로부터 일어나 중세부터 메이지 유신 때까지의 다이묘였던 소마씨에서 유래하는 것이다. 소마씨의 발상지는 시모사국의 소마군이다. 따라서 지바현의 옛 히가시카쓰시카군 지역을 포함해 후쿠시마현의 소마군과는 현재에도 교류가 계속되고 있다.

### 군 발족 이후의 연혁
- 1878년 12월 2일 - 군구정촌 편제법이 이바라키현에서 시행되면서, 이바라키현 관할의 시모사국 소마군 구역으로 기타소마군이 발족.

- 1889년

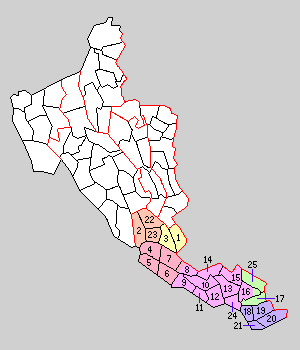
1.나가사키촌 2.스가오촌 3.고키누촌 4.오이사와촌 5.오노촌 6.고야촌 7.모리야정 8.다카이촌 9.이나토이촌 10.데라하라촌 11.도리데정 12.이노촌 13.로쿠고촌 14.산노촌 15.소마정 16.다카스촌 17.기타몬마촌 18.후미촌 19.몬마촌 20.히가시몬마촌 21.후카와정 22.사카테촌 23.우치모리야촌 24.오몬마촌 25.가와라시로촌 (분홍:도리데시 빨강:모리야시 등색:조소시 노랑:쓰쿠바미라이시 녹색:류가사키시 보라:도네정)

  - 3월 31일 - 아래의 정촌이 설치되다.(4정 21촌)
    - 나가사키촌(長崎村): 현 쓰쿠바미라이시
    - 스가오촌(菅生村): 현 조소시
    - 고키누촌(小絹村): 현 쓰쿠바미라이시
    - 오이사와촌(大井沢村): 현 모리야시
    - 오노촌(大野村): 현 모리야시
    - 고야촌(高野村): 현 모리야시
    - 모리야정(守谷町): 현 모리야시
    - 다카이촌(高井村): 현 도리데시
    - 이나토이촌(稲戸井村): 현 도리데시
    - 데라하라촌(寺原村): 현 도리데시
    - 도리데정(取手町): 현 도리데시
    - 이노촌(井野村): 현 도리데시
    - 로쿠고촌(六郷村): 현 도리데시
    - 산노촌(山王村): 현 도리데시
    - 소마정(相馬町): 현 도리데시
    - 다카스촌(高須村): 현 류가사키시, 도리데시
    - 기타몬마촌(北文間村): 현 류가사키시
    - 후미촌(文村): 현 도네정
    - 몬마촌(文間村): 현 도네정
    - 히가시몬마촌(東文間村): 현 도네정
    - 후카와정(布川町): 현 도네정
    - 사카테촌(坂手村): 현 조소시
    - 우치모리야촌(内守谷村):현 조소시
    - 오몬마촌(小文間村): 현 도리데시
    - 가와라시로촌(川原代村): 현 류가사키시

  - 4월 1일 - 위의 4정 21촌으로 정촌제를 시행.
- 1896년 4월 1일 - 나가사키촌의 소속이 쓰쿠바군으로 변경됨.(4정 20촌)
- 1947년 3월 13일 - 이노촌이 도리데정에 편입.(4정 19촌)
- 1954년
  - 3월 20일 - 기타몬마촌·가와라시로촌이 이나시키군 류가사키정에 편입. 류가사키정은 당일 시제 시행으로 류가사키시가 됨.(4정 17촌)
  - 3월 21일 - 다카스촌의 일부가 류가사키시에 편입.
  - 7월 10일 - 사카테촌이 유키군 미즈카이도정에 편입. 미즈카이도정은 당일 시제 시행으로 미즈카이도시(현 조소시)가 됨.(4정 16촌)
- 1955년
  - 1월 1일 - 후카와정·히가시몬마촌·후미촌·몬마촌이 합병하여 도네정(利根町)이 발족.(4정 13촌)
  - 2월 15일(4정 9촌)
    - 도리데정·이나토이촌·오몬마촌·데라하라촌·다카이촌의 대부분이 합병하여, 새로이 도리데정이 발족.
    - 다카이촌의 일부가 모리야정에 편입.

  - 2월 21일(4정 6촌)
    - 소마정·산노촌·로쿠고촌·다카스촌의 대부분이 쓰쿠바군 구가촌의 일부와 합병하여 후지시로정(藤代町)이 발족.
    - 다카스촌의 잔여부가 류가사키시에 편입.

  - 3월 1일(4정 2촌)
    - 모리야정·오이사와촌·오노촌·고야촌이 합병하여, 새로이 모리야정이 발족.
    - 고키누촌이 쓰쿠바군 야하라촌·주와촌·후쿠오카촌과 합병하여 쓰쿠바군 야와라촌(현 쓰쿠바미라이시)가 발족, 군에서 이탈.
- 1956년 4월 1일 - 우치모리야촌·스가오촌이 미즈카이도시에 편입.(4정)
- 1970년 10월 1일 - 도리데정이 시제 시행으로 도리데시(取手市)가 되어, 군에서 이탈.(3정)
- 2002년 2월 2일 - 모리야정이 시제 시행으로 모리야시(守谷市)가 되어, 군에서 이탈.(2정)
- 2005년 3월 28일 - 후지시로정이 도리데시에 편입.(1정)